# 包撒拉米
包撒拉米（賽德克語：Psang Lami），是台灣賽德克族傳說中的巨人，他心地相當善良，最後因為殺了人、後悔不已而失蹤。

## 習性
包撒拉米住在山中的山洞中，以山中的野獸為食，經常隨意出現在族人周圍。另外，他的身體高大到可以跨越一個瀑布，但也因此動作總是慢吞吞的。

## 傳說
包撒拉米跟其他原住民族的巨人傳說不一樣，他的心地相當善良，不僅不會傷害族人，還會在許多方面上幫助族人，例如颱風天溪水暴漲時，族人只要大喊向他求救，他就會現身並拔起一棵大樹架成橋讓他們通過，賽德克族人都很喜歡他。
然而，有一次賽德克族被其他人群（壞人）攻擊，大聲向包撒拉米呼救，不知道「壞人」是什麼東西的包撒拉米把他們全部摔死後，聞到他們的血的味道，才驚覺「壞人」就是「人」，這讓心地善良、從來沒殺過人的他相當後悔，很生氣驅使他殺人的族人，從此再也沒出現過。雖然族人有找到他生活的山洞，但裡面只剩下他吃過的動物遺骨。